# Elektroanästhesie
Elektroanästhesie oder Elektronarkose bezeichnet eine Methode eine Narkose (Allgemeinanästhesie) ausschließlich mittels elektrischem Strom herbeizuführen.
Sie war ein experimentelles Verfahren, das vor allem zwischen 1950 und 1980 in der Hoffnung erforscht wurde, die „chemische“ Anästhesie bei Operationen zu ersetzen. Es war jedoch trotz umfangreicher Versuche nicht möglich, ein Verfahren zu entwickeln, das eine hinreichende Anästhesietiefe für den Eingang in die klinische Praxis erzeugte.
Bei Schlachttieren und bei Speisefischen (im Süßwasser) wird bis heute ein ähnliches Verfahren mit der Bezeichnung „Elektrobetäubung“ angewendet, das zum Bewusstseinsverlust vor der Schlachtung dient.

## Geschichte
Eine erste Form der Elektroanästhesie wurde bereits im Jahre 46 n. Chr. von Scribonius Largus, Leibarzt des römischen Kaisers Claudius, beschrieben, der elektrische Schocks durch elektrische Fische zur Unterdrückung von Schmerzen benutzte. Doch erst im Jahre 1902 führte der Franzose Leduc Versuche mit rhythmisch unterbrochenem Gleichstrom an Hunden und auch an sich selbst durch und erzeugte dabei Anästhesie. Zu gründlichen Untersuchungen der Elektroanästhesie kam es dann nach 1950, vor allem in der UdSSR, aber auch in Frankreich, den USA und in Österreich, wo 1965 und 1969 in Graz zwei große internationale Konferenzen zur Elektroanästhesie veranstaltet wurden. Als es jedoch trotz der umfangreichen Forschungen nicht gelang, ein einfaches und sicheres Verfahren zu entwickeln, das eine hinreichend tiefe Anästhesie ohne Nebenwirkungen erzeugte, wurden die Forschungen gegen Ende der 70er Jahre weitestgehend aufgegeben. Ein Verfahren, das heute noch Verwendung findet und seine Wurzeln in den Forschungen zur Elektroanästhesie hat, ist die Craniale Elektrostimulation. In ihrer Wirksamkeit ist sie aber umstritten.

## Verfahren
Durch zwei oder mehr am Kopf des Patienten befestigte Elektroden wird Wechselstrom mit einer Amplitude von einigen Dutzend Milliampere geleitet. Als am effektivsten haben sich dabei Ströme mit einer Frequenz von ungefähr 100 Hertz herausgestellt. Diese können noch mit einer sehr großen Frequenz von über 100 Kilohertz moduliert werden, wobei diese Modulation weniger die Wirksamkeit erhöht als vielmehr die Gefahr von Verbrennungen unter den Elektroden verringert.

## Probleme der Elektroanästhesie
Die Elektroanästhesie hatte mit verschiedenen Problemen zu kämpfen. So kann es bei zu hoher Stromstärke zu heftigen Krämpfen des Patienten kommen, und histologische Schäden am Gehirn sind möglich. Bei zu geringer Stromstärke ist hingegen ein unerwartetes Erwachen des Patienten oder eine zu geringe Anästhesietiefe möglich, sodass der Patient während der Operation bei Bewusstsein ist und Schmerzen verspürt, ohne kommunizieren zu können. Darüber hinaus kann es zu Verbrennungen unter den Elektroden kommen.